# PAE APÓ Levadiakósz
Az APÓ Levadiakósz (görögül: ΠΑΕ Αθλητικός Ποδοσφαιρικός Όμιλος Λεβαδειακός, magyar átírásban: PAE Athlitikósz Podoszferikósz Ómilosz Levadiakósz, nemzetközi nevén: Levadiakos FC) egy görög labdarúgócsapat, székhelye Livadiában található. 
Hazája nemzeti bajnokságában és a nemzeti kupában még nem ért el kimagasló eredményt.

## Sikerei

### Nemzeti
- Görög másodosztály bajnok:

1 alkalommal (2021–22)
- Görög negyedosztály bajnok:

1 alkalommal (2001–02)

## Játékosok

### A Levadiakósz korábbi magyar játékosai
- Laczkó Zsolt (2007)
- Pintér Ádám (2014–2015)
- Paulo Vinícius (2022–2023)
- Gróf Dávid (2023–2025)

## Külső hivatkozások
- A Levadiakósz hivatalos honlapja (görögül)
- A Levadiakósz adatlapja az uefa.com-on (angolul)